# Petr Kunst
Petr Kunst (* 5. května 1985) je český basketbalista hrající 1. basketbalovou ligu za tým BK Chomutov.
Je vysoký 189 cm, váží 92 kg.

## Kariéra
- 2002 - 2007 : USK Praha
- 2005 - 2006 : BK Chomutov (střídavý start v nižší soutěži)
- 2007 - 2008 : BK Prostějov (střídavý start za tým BK Prostějov B)
- 2008 - 2009 : BK Chomutov

## Statistiky
| Sezóna   | Soutěž      | Odehrané minuty | Průměr na zápas | Body | Průměr na zápas |
| -------- | ----------- | --------------- | --------------- | ---- | --------------- |
| 2002/03  | Mattoni NBL | 7.3             | 7.3             | 2    | 2.0             |
| 2004/05  | Mattoni NBL | 54.4            | 6.8             | 7    | 0.9             |
| 2005/06  | Mattoni NBL | 20.1            | 4.0             | 10   | 2.0             |
| 2005/06  | Český pohár | 21.0            | 21.0            | 5    | 5.0             |
| 2006/07* | Mattoni NBL | 379.0           | 18.9            | 134  | 6.7             |

 *Rozehraná sezóna - údaje k 20.1.2007 